# Тимцюрак Володимир
Володи́мир Тимцюра́к (18 червня 1889, с. Пійло, Калуський повіт, Австро-Угорщина — 11 листопада 1980, Чикаго, США) — український громадський діяч родом із Калущини (Галичина), правник. Лицар Воєнного хреста УНР (25 лютого 1964).

## Життєпис

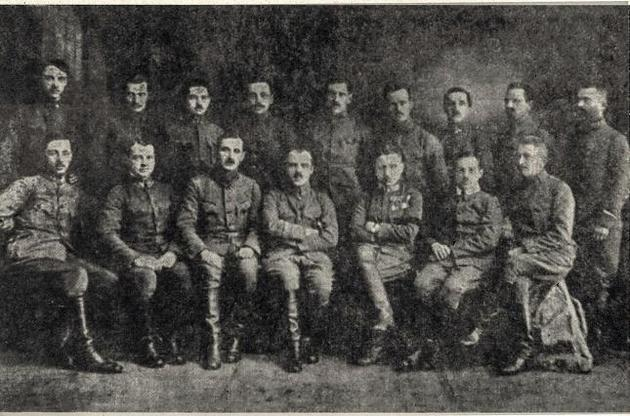
Державний секретаріат військових справ ЗУНР, лютий 1919.
Сидять зліва направо Володимир Бемко, Орест Підляшецький, Петро Бубела, Дмитро Вітовський, Ростислав-Едмунд Білас, Никифор Гірняк, Роман Шипайло.
Стоять зліва направо Нестор Гаморак, Юліан Буцманюк, Теодор Сивак, Гриць Герасимович, Остап Бородієвич, Семен Магаляс, Володимир Тимцюрак, Василь Панчак, Іван Боберський

Володимир Тимцюрак народився 18 червня 1889 року в селі Пійло, повіт Калуш у сім'ї греко-католицького священника. У 1907 році закінчив гімназію у Львові, потім — правничий факультет Львівського університету. 1913 року закінчив школу для резервових старшин.
Під час першої світової війни воював у званні четаря, а згодом поручника. Був поранений був на російському фронті. Після одужання призначений до штабу 119-тої прусської дивізії як перекладач і старшина зв'язку з цивільним населенням. Восени 1919 року був переведений до штабу 25-го корпусу австрійської армії, до якого належав і Легіон УСС. Був референтом для справ Легіону УСС.
Сотник УГА (начальник загального відділу в Державному секретаріаті військових справ, ад'ютант Євгена Петрушевича, член військової місії УНР до польського уряду у Варшаві).
По закінченню першої світової війни працював директором «Українбанку» у Любпині та Львові. У 1940–1941 роках представник УЦК у Люблінському дистрикті, потім у Граці.
Після другої світової війни на еміграції у США в Чикаго.
Володимир Тимцюрак помер 11 листопада 1980 року в Чикаго. Похований на цвинтарі Св. Миколая в Чикаго.